# OR14C36
OR14C36 (англ. Olfactory receptor family 14 subfamily C member 36) – білок, який кодується однойменним геном, розташованим у людей на короткому плечі 1-ї хромосоми.  Довжина поліпептидного ланцюга білка становить 312 амінокислот, а молекулярна маса — 34 815.
| 10         |  | 20         |  | 30         |  | 40         |  | 50         |
| ---------- |  | ---------- |  | ---------- |  | ---------- |  | ---------- |
| MPNSTTVMEF |  | LLMRFSDVWT |  | LQILHSASFF |  | MLYLVTLMGN |  | ILIVTVTTCD |
| SSLHMPMYFF |  | LRNLSILDAC |  | YISVTVPTSC |  | VNSLLDSTTI |  | SKAGCVAQVF |
| LVVFFVYVEL |  | LFLTIMAHDR |  | YVAVCQPLHY |  | PVIVNSRICI |  | QMTLASLLSG |
| LVYAGMHTGS |  | TFQLPFCRSN |  | VIHQFFCDIP |  | SLLKLSCSDT |  | FSNEVMIVVS |
| ALGVGGGCFI |  | FIIRSYIHIF |  | STVLGFPRGA |  | DRTKAFSTCI |  | PHILVVSVFL |
| SSCSSVYLRP |  | PAIPAATQDL |  | ILSGFYSIMP |  | PLFNPIIYSL |  | RNKQIKVAIK |
| KIMKRIFYSE |  | NV         |  |            |  |            |  |            |

A: Аланін

C: Цистеїн

D: Аспарагінова кислота

E: Глутамінова кислота

F: Фенілаланін

G: Гліцин

H: Гістидин

I: Ізолейцин

K: Лізин

L: Лейцин

M: Метіонін

N: Аспарагін

P: Пролін

Q: Глутамін

R: Аргінін

S: Серин

T: Треонін

V: Валін

W: Триптофан

Кодований геном білок за функціями належить до рецепторів, g-білокспряжених рецепторів, білків внутрішньоклітинного сигналінгу. 
Задіяний у такому біологічному процесі як поліморфізм. 
Локалізований у клітинній мембрані, мембрані.